# Amancio D’Silva
Amancio D’Silva (* 19. März 1936 in Mumbai, Indien; † 17. Juli 1996) war ein indischer, größtenteils in England lebender Jazzgitarrist und Komponist.

## Leben und Wirken
D’Silva, dessen Familie aus Goa stammte, begann als Jugendlicher Gitarre zu spielen, beeinflusst von der Musik US-amerikanischer Jazzgitarristen wie Charlie Christian und Wes Montgomery, die er in Sendungen von Voice of America hörte, und mit lokalen Jazzgruppen aufzutreten. Mit Anfang zwanzig gründete er seine eigene Band, in der der Saxophonist Braz Gonzalvez und der Pianist Anacleto Naronha spielten, und mit der er in ganz Indien auftrat. In Shimla lernte er seine künftige Frau Joyce kennen, eine aus Irland stammende Lehrerin. Mit Unterstützung der Maharani von Jaipur, leidenschaftlicher Jazzfan, erwarb er seine erste hochwertige Gitarre, eine Gibson.
Im Jahr 1967 reiste D’Silva mit seiner Familie nach London, um dort zunächst seinem Sohn Stephano medizinische Versorgung zukommen zu lassen. Er arbeitete als Reinigungskraft, daneben als Musiker im Pub Prospect of Whitby  und im Spanish Garden Club im West End; die Familie lebte im Stadtteil Ealing. Durch Jonathan Miller lernte er den Musikproduzenten Denis Preston kennen, was zu der Zusammenarbeit von D'Silva mit britischen Musikern wie Don Rendell und Ian Carr führte. Es entstand für EMI das Album Integration: Introducing Amancio D’Silva, das von der Kritik als gelungene Verschmelzung von Jazz und indischer Musik gefeiert wurde. 1969 entstand das Album Hum Dono mit dem aus Jamaika stammenden Saxophonisten Joe Harriott, für das D'Silva die meisten Kompositionen schrieb. Es folgte Reflections: The Romantic Guitar of Amancio D’Silva (1971), mit Orchester-Arrangements von u. a. Stan Tracey von eigenen Songs, aber auch solchen aus dem Standard-Repertoire. 1972 nahm er das Album Dream Sequence mit seiner Ethno-Jazz-Band Cosmic Eye auf, zu der Alan Branscombe, Keshav Sathe und John Mayer gehörten. In dieser Phase arbeitete er auch mit ghanaischen Perkussionisten Guy Warren zusammen.
In den folgenden Jahren arbeitete D’Silva u. a. bei weiteren EMI-Produktionen mit, so von Clem Alford und Lynn Dobson. Nachdem er sich schon einmal 1974 mit seiner Familie in Essex aufhielt, lebte er dort ab den 1980er Jahren. Er trat in Jazzclubs von Ipswich auf, zudem um 1985 herum in einer Reihe von Konzerten im St. Mary’s Arts Centre in Colchester, in denen auch Marcio Mattos mitspielte, des Weiteren bei Konzerten der Norwich Arts Centre. Neben seiner Tätigkeit als Musiker stellte er Gitarren-Pick-Ups für verschiedene Rockmusiker her, bis sich Mitte der 1990er Jahre sein Gesundheitszustand derart verschlechterte, dass er seine Musikerkarriere aufgeben musste. Er unterrichtete ab Mitte der 1980er Jahre am Londoner Jenako Art und an der Krishnamurti International School in Hampshire. 1992 wurde er durch einen Schlaganfall partiell gelähmt; er starb 1996 an den Folgen weiterer Anfälle und wurde in der Nähe von Brighton beigesetzt.

## Diskografie

### Aufnahmen als Leader/Co-Leader
- Integration: Introducing Amancio D’Silva (1969, mit Ian Carr, Don Rendell, Dave Green, Trevor Tomkins)
- Joe Harriot/Amancio D'Silva Hum Dono (mit Ian Carr, Norma Winstone, Dave Green, Bryan Spring 1969)
- Reflections: The Romantic Guitar of Amancio D’Silva (1971)
- Cosmic Eye Dream Sequence (1972)
- Konkan Dance (Aufnahmen 1972/74, veröffentlicht 2006, mit Alan Branscombe, Don Rendell, Stan Tracey, Clem Alford, Toni Campo, Keshav Sathe, Mick Ripshar)

### Aufnahmen als Gastmusiker
- Guy Warren Afro Jazz (1968)
- Guy Warren The African Sounds of Guy Warren of Ghana (1972)
- Clem Alford Mirror Image (1974)